# Upravna delitev Ukrajine
Upravna delitev Ukrajine (ukrajinsko Адміністративний устрій України, latinizirano: Administratyvnyj ustrij Ukrajiny) je v pristojnosti ukrajinske ustave. Ukrajina je enotna država s tremi ravnmi upravne delitve: 27 regij (24 oblasti, dve mesti s posebnim statusom in ena avtonomna republika), 136 rajonov in 1469 gromad.
Z upravno reformo julija 2020 je bila večina od nekdanjih 490 rajonov ter 118 mest regionalnega pomena bilo preoblikovanih v 136 rajonov oz. okrožij Ukrajine. Gromada je nivo delitve pod nivojem rajona.
Po ruski aneksaciji Krima ter dela jugovzhodne Ukrajine leta 2022, so Avtonomna republika Krim, Sevastopol in nekateri deli Donecke, Luganske, Zaporoške ter Hersonske oblasti de facto pod nadzorom Rusije. Večina držav na svetu teh regij ne priznava Rusiji in je referendume o njihovi priključitvi definirala kot ilegalne.

## Pregled
V skladu s 133. členom spremenjene ustave Ukrajine sistem upravne in teritorialne ureditve Ukrajine sestavljajo:
- Avtonomna republika Krim ;
- oblasti
- rajoni
- mesta
- mestne rajone
- gromade

V upravni reformi Ukrajine leta 2020, so bila vsa naseljena mesta v državi (razen dveh mest s posebnim statusom; Kijev in Sevastopol) razporejena k rajonom. Število rajonov se je zmanjšalo iz 490 na 136. Ta številka vključuje 10 rajonov v Avtonomni republiki Krim in Sevastopolu.
| Raven delitve | Ozemlje                   | Skupaj |
| ------------- | ------------------------- | ------ |
| prva          | avtonomna republika       | 1      |
| prva          | mesta s posebnim statusom | 2      |
| prva          | oblasti                   | 24     |
| druga         | rajoni                    | 136    |
| tretja        | gromade                   | 1469   |

## Prva raven delitve
Na prvi ravni upravne delitve so tri vrste delitve: 24 oblasti, 1 avtonomna republika in 2 mesti s posebnim statusom.
| Barva                         | Opis |
| ----------------------------- | --- |
| 24 oblasti                    | Oblast je v Ukrajini glavna vrsta upravne delitve države na prvi stopnji. Ukrajina je enotna država, zato oblasti razen obsega določenega v ustavi nimajo veliko pravnega obsega pristojnosti. |
| 1 avtonomna republika         | Upravni status Avtonomne republike Krim je priznan v ukrajinski ustavi v poglavju X. Po ruski okupaciji Krima 2014 je Rusija nezakonito priključila Avtonomno republiko Krim kot Republiko Krim. |
| dve mesti s posebnim statusom | Dve mesti imata poseben status: Kijev in Sevastopol (okupiran od leta 2014). Njun upravni status je priznan v ukrajinski ustavi v poglavju IX: Teritorialna struktura Ukrajine. Za razliko od oblasti in avtonomne republike, imata mesti s posebnim statusom mestne rajone in nista razdeljena na gromade. |

### Seznam
| Zastava | Grb | Št. | Ime                      | Površina (km2) | Prebivalstvo (ocena 2021) | Gostota prebivalstva (ljudi/km2, 2021) | Prestolnica                                        | Št. rajonov | Št. gromad | Lokacija |
| ------- | --- | --- | ------------------------ | -------------- | ------------------------- | -------------------------------------- | -------------------------------------------------- | ----------- | ---------- | -------- |
|         |     | 1   | Avtonomna republika Krim | 26.081         | 1.967.259                 | 75,43                                  | Simferopol                                         | 10          | —          |          |
|         |     | 2   | Viniška oblast           | 26.513         | 1.529.123                 | 57,67                                  | Vinica                                             | 6           | 63         |          |
|         |     | 3   | Volinska oblast          | 20.144         | 1.027.397                 | 51,00                                  | Luck                                               | 4           | 54         |          |
|         |     | 4   | Dnipropetrovska oblast   | 31.974         | 3.142.035                 | 98,27                                  | Dnipro                                             | 7           | 86         |          |
|         |     | 5   | Donecka oblast           | 26.517         | 4.100.280                 | 154,63                                 | Doneck (de jure) Kramatorsk (de facto)             | 8           | 66         |          |
|         |     | 6   | Žitomirska oblast        | 29.832         | 1.195.495                 | 40,07                                  | Žitomir                                            | 4           | 65         |          |
|         |     | 7   | Zakarpatska oblast       | 12.777         | 1.250.129                 | 97,84                                  | Užgorod                                            | 6           | 64         |          |
|         |     | 8   | Zaporoška oblast         | 27.180         | 1.666.515                 | 61,31                                  | Zaporožje                                          | 5           | 67         |          |
|         |     | 9   | Ivano-frankivska oblast  | 13.928         | 1.361.109                 | 97,72                                  | Ivano-Frankivsk                                    | 6           | 62         |          |
|         |     | 10  | Kijevska oblast          | 28.131         | 1.788.530                 | 63,58                                  | Kijev                                              | 7           | 69         |          |
|         |     | 11  | Kirovogradska oblast     | 24.588         | 920.128                   | 37,42                                  | Kropivnicki                                        | 4           | 49         |          |
|         |     | 12  | Luganska oblast          | 26.684         | 2.121.322                 | 79,50                                  | Lugansk (de jure)Severodoneck(de facto, 2014–2022) | 8           | 37         |          |
|         |     | 13  | Lvovska oblast           | 21.833         | 2.497.750                 | 114,40                                 | Lvov                                               | 7           | 73         |          |
|         |     | 14  | Mikolajivska oblast      | 24.598         | 1.108.394                 | 45,06                                  | Mikolajiv                                          | 4           | 52         |          |
|         |     | 15  | Odeška oblast            | 33.310         | 2.368.107                 | 71,09                                  | Odesa                                              | 7           | 91         |          |
|         |     | 16  | Poltavska oblast         | 28.748         | 1.371.529                 | 47,71                                  | Poltava                                            | 4           | 60         |          |
|         |     | 17  | Rivnenska oblast         | 20.047         | 1.148.456                 | 57,29                                  | Rivne                                              | 4           | 64         |          |
|         |     | 18  | Sumska oblast            | 23.834         | 1.053.452                 | 44,20                                  | Sumi                                               | 5           | 51         |          |
|         |     | 19  | Ternopilska oblast       | 13.823         | 1.030.562                 | 74,55                                  | Ternopil                                           | 3           | 55         |          |
|         |     | 20  | Harkovska oblast         | 31.415         | 2.633.834                 | 83,84                                  | Harkov                                             | 7           | 56         |          |
|         |     | 21  | Hersonska oblast         | 28.461         | 1.016.707                 | 35,72                                  | Herson                                             | 5           | 49         |          |
|         |     | 22  | Hmelnicka oblast         | 20.645         | 1.243.787                 | 60,25                                  | Hmelnicki                                          | 3           | 60         |          |
|         |     | 23  | Čerkasijska oblast       | 20.900         | 1.178.266                 | 56,38                                  | Čerkasi                                            | 4           | 66         |          |
|         |     | 24  | Črnoviška oblast         | 8.097          | 896.566                   | 110,73                                 | Črnovice                                           | 3           | 52         |          |
|         |     | 25  | Černigovska oblast       | 31.865         | 976.701                   | 30,65                                  | Černigov                                           | 5           | 57         |          |
|         |     | 26  | Kijev                    | 839            | 2.962.180                 | 3530,61                                | Kijev                                              | 10          | —          |          |
|         |     | 27  | Sevastopol               | 864            | 385.870                   | 446,61                                 | Sevastopol                                         | 4           | —          |          |

### Avtonomna republika
Avtonomna republika Krim (ukrajinsko Автоно́мна Респу́бліка Крим, latinizirano: Avtonomna Respublika Krym) obsega večji del polotoka Krim v južni Ukrajini. Glavno mesto republike je Simferopol. Je edina regija znotraj Ukrajine, ki ima svojo ustavo.
16. marca 2014 je po okupaciji Krima s strani ruske vojske bil izveden referendum o priključitvi Rusiji. Ruske oblasti so trdile, da je 97% volilcev glasovalo za priključitev. 21. marca je nato ruska duma izglasovala priključitvi Krima Rusiji. Ukrajinska vlada referenduma in priključitve Krima ne priznava za legitimnega. Generalna skupščina Združenih narodov je 27. marca s 100 glasovi za in 11 proti sprejela resolucijo 68/262, s katero je referendum razglasila za neveljavnega in zavrnila kakršno koli pravno spremembo statusa Krima in Sevastopola.

### Oblasti
Oblast (ukrajinsko о́бласть) je na prvi ravni upravne delitve Ukrajine.
Večina oblasti se imenuje po mestu v upravnem središču. Volinska in Zakarpatska oblast, katerih prestolnici sta Luck in Užgorod, sta poimenovani po zgodovinskih regijah Volinija in Zakarpatje .

### Mesta s posebnim statusom
Dve mesti imata poseben status (ukrajinsko міста́ зі спеціа́льним ста́тусом, latinizirano: mista zi special'nym statusom): Kijev in Sevastopol. Njun poseben status ju postavlja na isto upravno raven kot oblasti in tako pod neposreden nadzor države prek njunih lokalnih državnih uprav, ki predstavljata izvršilne organe mest. Po aneksaciji Krima je Sevastopol de facto pod nadzorom Rusije, ki ga obravnava kot zvezni subjekt Rusije.

## Druga raven

### Rajoni
Rajoni (ukrajinsko райо́н) so manjše enote teritorialne delitve Ukrajine. Rajonov je 136. Po osnutku ustavnih sprememb decembra 2019, ki ga je vrhovni radi predložil predsednik Volodimir Zelenski, je 136 novih rajonov nadomestilo prejšnjih 490 rajonov.

### Mestni rajoni
Mestni rajon je podrejen mestni upravi.

## Tretja raven

### Gromade
Teritorialne gromade (ukrajinsko територіа́льна грома́да), ali preprosto gromade (v dobesednem prevodu skupnosti) je vlada Ukrajine ustanovila 12. junija 2020 kot del upravne reforme, ki se je začela leta 2015.
Obstajajo tri vrste gromad: podeželska (ukrajinsko сільська́ грома́да, latinizirano: sil's'ka gromada), naselbinska (ukrajinsko се́лищна грома́да, latinizirano: selyščna gromada) in mestna (ukrajinsko міська́ грома́да, latinizirano: mis'ka gromada). Gromad je skupno 1469 (1. november 2023).

## Zgodovina

### Kozaški hetmanat
Kozaški hetmanat je bil razdeljen na vojaško-upravna okrožja, znana kot polki (ukrajinsko полк), katerih število je nihalo glede na velikost ozemlja hetmanata. Leta 1649, ko je Hetmanat nadzoroval desni in levi breg Dnepra, je vključeval šestnajst polkov. Po izgubi desnobrežne Ukrajine se je število polkov zmanjšalo na deset. Polki so bila nadaljnje razdeljeni na stotinje (ukrajinsko сотня, latinizirano: sotnja), ki so jih upravljali stotniki (ukrajinsko сотник, latinizirano: sotnyk). Najnižji nivo delitve je bil kurin.
- Kropivnjanski polk
- Lubenski polk
- Čigirinski polk
- Černigovski polk
- Nižinski polk

### Ukrajinska ljudska republika
Po ustavi Ukrajinske ljudske republike je bila država razdeljena na zemlje, volosti in gromade. 29. arpila 1918 je v Kijevu prišlo do proti-socialističnega državnega udara, po katerem je Pavlo Skoropadski vrnil reformo nazaj na upravo gubernijskega tipa.

### Sovjetska Ukrajina
Pred uvedbo oblasti leta 1932 je Ukrajinska SSR obsegala 40 okrogov, ki so nadomestili nekdanje gubernije ruskega cesarstva.
Leta 1932 je bilo ozemlje Ukrajinske SSR razdeljeno na oblasti. Večina zahodne Ukrajine je bila del druge poljske republike in je bila razdeljena na vojvodstva.